# Лінсі Мак-Дональд
Лінсі Макдональд  (англ. Linsey MacDonald, 12 лютого 1964) — британська легкоатлетка, олімпійська медалістка.

## Виступи на Олімпіадах
| Олімпіада   | Дисципліна              | Місце |
| ----------- | ----------------------- | ----- |
| Москва 1980 | біг на 400 метрів       | 8     |
| Москва 1980 | естафета 4 x 400 метрів | 3     |